# Стеновите планине
Стеновите планине (енгл. Rocky Mountains) или кратко Стењак (енгл. Rockies) представљају планински ланац који се протеже меридијанским правцем дуж западних делова Северне Америке. Пружају се од северних делова Британске Колумбије (Канада) на северу до Новог Мексика (САД) на југу, у дужини од око 4.850 km. Највиши врхови су Елберт (4.339 м) и Витни (4.418 м) у САД и Робсон (3.954 м) у Канади. Најдуже реке које извиру испод ових планина су Колумбија и Колорадо.
Најстарији делови Стењака су метаморфне стене прекамбријске старости и чине језгро северноамеричког континента. Стеновите планине су иницијално формиране пре око 80 до 55 милиона година током Ларамидне оргенезе, у којој су бројне плоче почеле да клизе испод Северноамеричка плоче. Угао субдукције био је мали, што је резултирало у широком појасу планина које су простиру дуж западне Северне Америке. Од тада, даља тектонска активност и ерозија леденика скулптирали су Стеновите планине у драматичне врхове и долине. На крају последњег леденог доба, људи су почели да насељавају овај планински опсег. После Европљана, као што је Александар Макензи и Американаца, као што су експедиција Луиса и Кларка, започело је истраживање овог планинског ланца, минерали и крзна су довели до почетне економске експлоатације планина, мада оне никада нису постале густо насељене.
Велики део планинског подручја је заштићен јавним парковима и шумским земљиштима, и популарна је туристичка дестинација, посебно за пешачење, камповање, планинарење, риболов, лов, планински бициклизам, скијање и сноубординг.
Клима је умереноконтинентална и алпска. На Стеновитим планинама природна богатства су угаљ, нафта, гвожђе, бакар, цинк, олово, мобилден, манган, уран, злато и сребро.

## Етимологија
Име планина је превод имена америчких Индијанаца које је блиско сродно са алгонкинским; Кри име as-sin-wati, је дато у смислу њиховог изгледа: када су виђене са прерија, оне су изгледале као стеновита маса. Прво помињање њиховог садашњег имена међу Европљанима је било у часопису Жака Легарда де Сен Пјера 1752. године, где су их називали фр. Montagnes de Roche.

## Географија
Стеновите планине се обично дефинишу као масив који се простире од реке Лајард у Британској Колумбији до реке Рио Гранде у Новом Мексику. Други планински масиви се простиру изван подручја ограниченог овим рекама, укључујући Селвин планине у Јукону, Бруксов венац у Аљасци, и Сијера Мадре у Мексику, али они нису део Стеновитих планина, мада су део Америчких Кордињера. Дефиниција Сједињених Држава за Стеновите планине обухвата Кабинетске и Салишке планине у Ајдаху и Монтани. Њихови пандани северно од реке Кутенеј, Колумбијске планине, се сматрају засебним системом у Канади, који лежи западно од огромног рова Стеновитих планина. Он се простире дуж Британске Колумбије од његових почетака у средини долине реке Флатхед у западној Монтани до јужне обале реке Лијард. Ширина Стеновитих планине варира од 70—300 mi (110—480 km). Такође западно од рова Стеновитих планина, даље на север и насупрот Масква ланца на супротној страни рова, су Стикински масив и Оминека планине система Унутрашњих планина Британске Колумбије. Мала област источно од Принс Џорџа у Британској Колумбији на источној страни рова, Макгрегоров плато, подсећа на Стеновите планине али се сматра делом Унутрашњег платоа.
Источна ивица Стеновитих планина се драматично уздиже изнад Унутрашњег платоа централне Северне Америке, чиме су обухваћене Сангре де Кристо планине Новог Мексика и Колорада, Фронтални масив Колорада, Винд ривер венац и Биг хорн планине Вајоминга, Абсарока-Бертут венац фронта Стеновитих планина Монтане и Кларков ланац Алберте. У Канади географи дефинишу три главне групе ланаца: Континентални ланац, Харт ланац и Масква ланац (задња два су на странама реке Пис у Канади, једине реке која се пробија кроз Стеновите планине, и колективно се називају Северним Стеновитим планинама). Масква и Харт ланци заједно сачињавају оно што је познато као Северне Стеновите планине (Макензијеве планине северно од Лајард реке се понекад сматрају делом Стеновитих планина, мада је то њихова незванична дезигнација).
Западна ивица Стеновитих планина обухвата ланце као што су Васач у близини Солт Лејк Ситија и Битеруте дуж границе Ајдаха и Монтане. Велики басен и плато реке Колумбија раздвајају ове подланце од удаљених ланаца даље на западу међу којима су Сијера Невада, Каскадске планине и Обалске планине. Стеновите планине се не шире у Јукон или Аљаску, нити у централну Британску Колумбију, где систем Стеновитих планина (али не Стеновите планине) обухватају Колумбијске планине, чији се јужни крај сматра делом Стеновитих планина у Сједињеним Државама. Систем Стеновитих планина унутар Сједињених Држава је физиогеографски регион Стеновитих планина; систем Стеновитих планина је познат у Канади као Источни систем.
Стеновите планине су карактеристичне по томе што садрже највише врхове у Северној Америци. Највиши врх ланца је Маунт Елберт који је лоциран у Колораду на 14.440 ft (4.401 m) изнад нивоа мора. Маунт Робсон у Британској Колумбији, са 12.972 ft (3.954 m), је највиши врх Канадских Стеновитих планина. 
Континентална дивизија Америке је лоцирана у Стеновитим планинама и представља линију на којој вода тече било ка Атлантском или Тихом океану. Врх троструке дивизије у Монтани (8.020 ft (2.440 m)) у Глечерском националном парку је тако назван јер вода која пада на планину досеже не само Атлантик и Пацифик, него и залив Хадсон. Даље на северу у Алберти, Атабаска и друге реке хране слив реке Макензи, који се излива у Бофорово море Арктичког океана. Погледајте реке Стеновитих планина за списак река.

## Геологија
Стене у Стеновитим планинама су формиране пре него пто су планине подигнуте дејством тектонских сила. Најстарије стене су прекамбријске метаморфне стене које формирају основу Северно Америчког континента. Такође је присутан прекамбријски седиментарни аргилит, који датира уназад до пре 1,7 милијарди година. Током палеозоика, западна Северна Америка је лежала испод плитког мора, које је депоновало многе километре кречњака и доломита.
У јужним Стеновитим планинама, у близини данашњег Колорада, ове древне стене су поремећене формирањем планина пре приближно 300 Ma, током пенсилванијана. Овај процес формирања планина је произвео древне Стеновите планине. Оне су се углавном састојале од прекамбријске метаморфне стене потиснуте навише кроз слојеве кречњака наталожене у плитком мору. Планине су се еродирале током касног палеозоика и раног мезозоика, остављајући екстензивне депозите седиментне стене.
Терени су почели да се сударају са западном ивицом Северне Америке у мисисипијану (пре приближно 350 милиона година), узрокујући Антрлерску орогенезу. Током 270 милиона година, ефекти судара плоча су били фокусирани веома близо ивице Северно Америчке плоче, далеко на западу Стеновитих планина. Тек су пре око 80 Ma ти ефекти почели да досежу до Стеновитих планина.
Садашње Стеновите планине су се подигле током Ларамидске орогенезе током периода од пре 80 до 55 Ma. За Канадске Стеновите планине, формирање планина је аналогно гурању тепиха на поду од тврдог дрвета: тепих се скупља и формира наборе (планине). У Канади, терени и субдукција су нога која гура тепих, древне стене су тепих, а Канадски штит на средини континента је под од тврдог дрвета.
Даље на југ, раст Стеновитих планина у Сједињеним Државама је вероватно узрокован једном необичном субдукцијом, где је Фаралонска плоча зароњена под ниским углом испод Северноамеричке плоче. Овај ниски угао преместио је фокус топљења и изградње планине много више у унутрашњост него што је нормално 200 to 300 mi (300 to 500 km). Претпоставља се да је плитки угао субдуктивне плоче знатно повећао трење и друге интеракције са густом континенталном масом изнад ње. Огроман потисак је нагомилао плоче коре једну преко друге, стварајући изузетно широки и високи венац Стеновитих планина.
Садашње јужне Стеновите планине су били истиснуте навише кроз слојева пенсилванијана и пермијанских седиментарних остатака древних Стеновитих планина. Такви седиментарни остаци су обично нагнути под оштрим угловима дуж бокова модерног венца; они су видљиви на многим местима широм Стеновитих планина, и предоминантно су приказани дуж Дакота Хогбека, једне формација раног кредног пешчара која се простире дуж источних обронака модерних Стеновитих планина.
Непосредно након Ларамидне орогенезе, Стеновите планине су биле попут Тибета: висок плато, вероватно 6.000 m (20.000 ft) изнад нивоа мора. Током задњих 60 милиона година, ерозија је уклонила високо камење, откривајући древне стене испод њега, и формирајући садашњи пејзаж Стеновитих планина.
Периоди глацијације су се јавили од плеистоценске епохе (од 1,8 милиона до 70.000 година) до холоценске епохе (пре мање од 11.000 година). Ова ледена доба су оставила своје трагове на Стеновитим планинама, формирајући широке глечерске земљишне формације, као што су долине у облику слова „U” и циркова. Недавне глацијалне епизоде укључивале су глацијацију Бал језера која је започела пре око 150.000 година и Пајндејлску глацијацију која је вероватно остала у пуној глацијацији до пре 15.000-20.000 година.
Сви од горе поменутих геолошких процеса, оставили су сложени скуп стена које су изложене на површини. На пример, вулкански камен из периода палеогена и неогена (пре 66 милиона - 2,6 милиона година) се јавља на планинама Сан Хуан и другим областима. Миленијумске тешке ерозије у Вајоминшком сливу трансформисале су међупланинске базене на релативно раван терен. Тетони и друга северно-централна подручја садрже преклопљене и оштећене стене палеозојског и мезозоичног доба, нанесене изнад језгара протерозоичних и Архејских еруптивних и метаморфичних стена у опсегу старости од 1,2 милијарде (нпр. тетони) до више од 3,3 милијарди година (Бертут планине).

## Историја људи на планини
После задњег, великог, леденог доба, Стеновите планине су настанили Палеоиндијанци, а потом и друга индијанска племена (Апачи, Арапахо, Чејени, Шошони и други). Палеоиндијанци су ловили, сада изумрле врсте, мамуте и праисторијске бизоне (животиње 20% веће од данашњих бизона) на падинама и у долинама планина. У Колораду, дуж континенталног гребена, постоје камени зидови које су Индијанци саградили пре 5.400-5.800 година. Такође, постоје значајни докази, који упућују на закључак да су Индијанци имали значајан утицај на сисаре, ловећи их, и на вегетацију, кроз намерно изазивање пожара.
Шпански истраживач Франциско Васкез де Коронадо, са групом војника, мисионара и робова је са југа дошао на територију Стеновитих планина 1540. године. Масовнија употреба коња, металног алата, ватреног оружја, нових болести и нових културе, утицали су на промену индијанске културе. Индијанска популација је истерана из својих историјских станишта болестима, ратовима, истребљивањем бизона и сталним нападима на њихову културу.
Александер Макензи је постао први Европљанин који је прешао Стеновите планине 1793.
Експедиција Луиса и Кларка (1804—1806), је прва призната научна експедиција на Стеновите планине. Сакупљени су узорци из области ботанике, зоологије и геологије. Верује се да је управо ова експедиције отворила пут масовнијем преласку Стеновитих планина.
Планинари су преплавили Стеновите планине од 1720. до 1800, тражећи минерале и крзна, а почеле су ницати и откупне станице, које су уједно служиле као база за већину активности Европљана у Канадским Стеновитим планинама.
Хиљаде људи прошло је кроз Стеновите планине дуж Орегонске стазе почетком 1840-их. Мормони су се почели насељавати у близини Великог сланог језера 1847. Године 1859. године, у близини Крипл Крика је откривено злато, што је заувек изменило регионалну економију Стеновитих планина. Трансконтинентална пруга је завршена 1869, а Национални парк Јелоустоун је основан 1872. Злато и пруга су драстично убрзали насељавање, услед чега је председник Харисон успоставио неколицину шумских заштићених подручја 1891-82, а 1905. године председник Теодор Рузвелт проширио територију заштићених шума, на сада Национални парк Стеновитих планина.
Економски развој је почео фокусиран на рударство, шумарство, пољопривреду и рекреацију, као и пратеће гране које их подржавају.

## Индустрија и развој
Економски ресурси Стеновитих планина су разноврсни и богати. Минерали пронађени на Стеновитим планинама укључују значајне залихе бакра, цинка, молибдена, олова, сребра , волфрама и злата. Вајоминшки базен и неколико мањих подручја садрже значајне количине нафте, природног гас и угља. За пример може послужити рудник Климакс, у Колораду, који је највећи произвођач молибдена на свету. Рудник запошљава преко 3.000 радника. Канадски највећи рудници угља се налазе у подручју Стеновитих планина.
Бројни рудници су у прошлости реметили екологију Стеновитих планина, али данас се све више води рачуна о чистој околини.
Земљорадња и шумарство су водеће гране индустрије. Земљорадња укључује и узгој стоке, лети у планинским пределима, а зими у долинама.
Слаба насељеност Стеновитих планина се очитује кроз четири становника по km² и мали број градова са преко 50 000 становника. Ипак после 1950. године настао је период, од 40 година, убрзаног насељавања током којег је проценат становништва порастао, од 35% у Монтани до 150% у Јути и Колораду. Популације неколико планинских градова и заједница су удвостручене у последњих 40 година. Џексон Хол у Виомингу се повећао 260%, са 1.244 на 4.472 становника, за 40 година.

## Туризам
Лепа природа и могућности рекреације на Стеновитим планинама, сваке године привуку милионе туриста. Главни језик на Стеновитим планинама је енглески, мада постоје мања подручја у којима се прича шпански или језици Индијанаца.

## Клима
Клима Стеновитих планина је планинска. Просечна годишња температура у долинама Стеновитих планина у Колораду износи 6 °C. Јули је најтоплији месец са просечно 28 °C. У јануару, просјечна мјесечна температура је -14 °C, што је најхладнији месец у региону. Просечно буде 360 mm падавина. Лета у овом подручју Стеновитих планина су топла и сува због западног фронта. Просечне летње температуре су 15 °C са 150 mm падавина просечно. Зиме су, обично, влажне и хладне са просечном температуром од -2 °C и падавинама снега од 29 cm просечно. У пролећу просек температуре је 4 °C, а падавина 107 mm. У јесен температура је 7 °C са 66 mm падавина, просечно.